# 李大則
李大則（16世紀—17世紀），字可行，撫州府金谿縣人，明朝、南明政治人物。

## 生平
李大則是萬曆四十六年（1618年）的舉人，獲授建安知縣，改任遵義通判，但未赴任。隆武帝繼位後，同時召任他和胡接輝、倪于義、韓日將、何家駒、戴兆、萬霈圻、張于屏、張倜、徐必昌、吳玉爾、鄭楚勳、郭振培、張純仁、陳興門、張映室、朱弼、游業昌、陳加邵、莫禦、張必籙、廣孝、蔡鎮、劉佐、方之翰、璩伯崑、王萬祚、江思令、陳學尹、吳志開，他得任命為浙江道御史。清軍攻到，有人勸他離去，他說：「我未離開建安，這仍是我的城。」徵集民兵死守一個多月，最後力盡，和兒子諸生徐上苑自縊而死。

## 引用
1. 1 2  錢海岳《南明史·卷四十五·列傳第二十一》：與（胡）接輝同臺者，倪于義、韓日將、何家駒、戴兆、萬霈圻、張于屏、李大則、張倜、徐必昌、吳玉爾、鄭楚勳、郭振培、張純仁、陳興門、張映室、朱弼、游業昌、陳加邵、莫禦、張必籙、廣孝、蔡鎮、劉佐、方之翰、璩伯崑、王萬祚、江思令、陳學尹、吳志開。大則，字可行，金谿人。萬曆四十六年舉於鄉。授建安知縣，遷遵義通判，未赴，陞浙江道御史。
2. ↑  錢海岳《南明史·卷四十五·列傳第二十一》：清兵至，或勸他去，曰：「未去建安，城固吾城也。」倡率兵民死守旬餘，力竭，與子諸生上苑自經死。